# Tim Campulka
Tim Campulka (* 28. April 1999 in Schlema) ist ein deutscher Fußballspieler.

## Karriere
Nach seinen Anfängen in der Jugend vom FC Erzgebirge Aue wechselte er in die Jugendabteilung des Chemnitzer FC. Dort kam er auch zu seinem ersten Einsatz im Profibereich in der 3. Liga, als er am 37. Spieltag bei der 1:3-Auswärtsniederlage gegen den 1. FC Magdeburg in der 67. Spielminute für Julius Reinhardt eingewechselt wurde. Später avancierte er nach dem Abstieg in die Regionalliga Nordost zum Stammspieler und zuletzt auch zum Kapitän. Im Sommer 2023 wechselte er nach neun Jahren und 117 Pflichtspielen in Chemnitz zum Ligakonkurrenten Energie Cottbus.

## Erfolge
- Sachsenpokal-Sieger: 2016/17, 2018/19, 2019/20, 2021/22